# Гвинтові палі

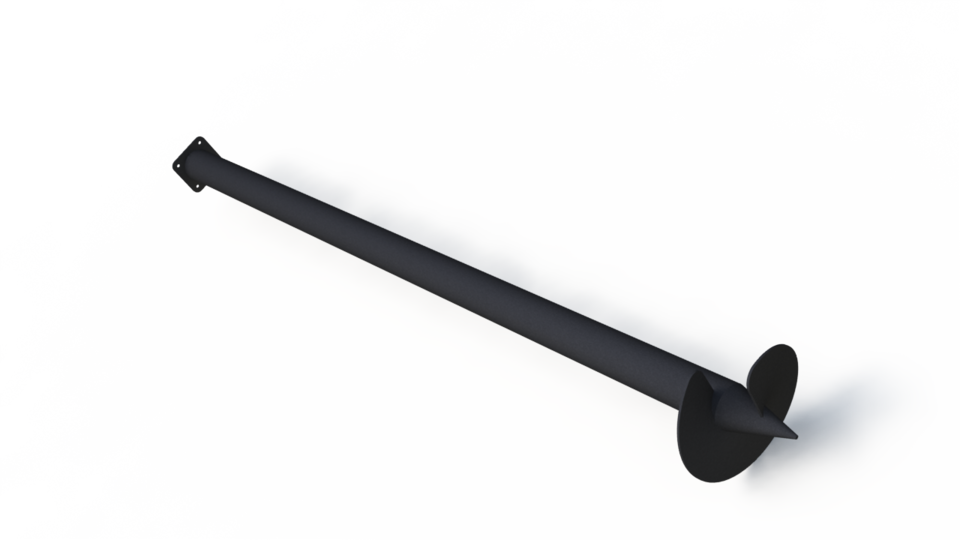
[https://web.archive.org/web/20160821205727/http://swai.in.ua/gvintovi-pali-lviv

Гвинтові палі (англійською - screw piles) — тип паль, які занурюють у ґрунт методом загвинчування в поєднанні з втискуванням. Вони являють собою металевий стрижень із металевим гвинтом (або кількома гвинтами). Їхнє призначення — це фундамент глибокого закладення.

## Історія
Вперше гвинтовий фундамент застосували при будівництві маяка в Меплін Сендс на обводнених ґрунтах у гирлі річки Темзи 1838 року. Автором ідеї використання палі у вигляді гвинта був ірландський інженер Александер Мітчелл (1780—1868), якого в 1848 році обрали членом Інституту Інженерів (ICE) і який отримав медаль Телфорд за цей винахід.

## Монтаж
Гвинтові палі загвинчують у ґрунт так само, як гвинт у дерево. Монтаж паль здійснюють за допомогою різних машин, обладнаних навісним гідравлічним обладнанням. крутне зусилля може коливатися від 5,000 Н/М до 500,000 Н/М. Правильні методи установки мають величезне значення для задоволення інженерного розрахункового навантаження і розрахункових результатів. Невірні методи можуть призвести до зниження загальної продуктивності палі.

## Застосування
Гвинтові палі використовують для спорудження фундаментів: житлових будинків, нежитлових приміщень, альтанок, парканів, пірсів, комунікаційних опор, сонячних панелей тощо.
Фундамент на палях має ряд переваг:
- Можливість монтажу на нерівних поверхнях.
- Немає необхідності в земляних роботах.
- Гвинтові палі мають високу несучу здатність.
- Фундамент на палях стійкий до землетрусів.
- Невеликі затрати порівняно із іншими фундаментами.
- Гвинтові палі практично не просідають, тому що на них слабо діє зміщення ґрунту, промерзання ґрунту і пучинистість.
- Термін експлуатації до 100 років.
- Можливість вкручування на воді.
- Універсальність гвинтових паль полягає в можливості використання їх як фундаменту будь-яких будівель, навіть досить великих.
- Додатково в палю заливається бетон — захист від корозії внутрішніх стінок, та збільшення несучої здатності.